# 郑州市中原区汝河新区小学
郑州市中原区汝河新区小学，是中国河南省郑州市的一所小学，位于河南省郑州市中原区汝河居民区81号。

## 沿革
1983年，汝河新区小学成立。学校占地面积6400平方米，建筑面积4055平方米。